# Lispocephala setitibia
Lispocephala setitibia är en tvåvingeart som beskrevs av Adrian C. Pont 2001. Lispocephala setitibia ingår i släktet Lispocephala och familjen husflugor. Inga underarter finns listade i Catalogue of Life.